# 프랑스 동인도 회사
 프랑스 동인도 무역 회사(프랑스어: Compagnie française pour le commerce des Indes orientales), 흔히 프랑스 동인도 회사(프랑스어:  La Compagnie Française des Indes Orientales)는 1604년에 설립되었고 1664년 장바티스트 콜베르에 의하여 재편성되어, 인도 동해안의 찬데르나고르, 퐁디셰리를 근거지로 하여 세력을 확대했다.
오스트리아 계승 전쟁 때에는 조제프 프랑수아 뒤플렉스의 지휘 아래 영국을 압도, 지배지의 인구는 3천만에 달했다.
뒤플렉스 소환 후 7년전쟁 때에는 원조한 토후(土侯)가 영국에 패하여(플라시 전투) 이후 세력을 잃고 1769년에 해산했다.
회사는 해체되었지만, 찬데르나고르, 퐁디세리 등의 무역항들은 1949년까지 프랑스의 지배를 유지한다.

## 같이 보기
- 네덜란드 동인도 회사
- 네덜란드 서인도 회사
- 프랑스 식민제국
- 프랑스령 인도
- 로리앙
- 스웨덴 동인도 회사

## 참고 자료
- 이 문서에는 다음커뮤니케이션(현 카카오)에서 GFDL 또는 CC-SA 라이선스로 배포한 글로벌 세계대백과사전의 내용을 기초로 작성된 글이 포함되어 있습니다.